# چارلز فرانکلین هوور
چارلز فرانکلین هوور (انگلیسی: Charles Franklin Hoover؛ ‏ ۲ اوت ۱۸۶۵ – ۱۴ ژوئن ۱۹۲۷) پزشک اهل ایالات متحده آمریکا بود. وی دانش‌آموختهٔ رشتهٔ پزشکی در دانشگاه هاروارد بود و به پژوهش دربارهٔ بیماری‌های دیافراگم، شش و کبد علاقمند بود.
دو نشانهٔ پزشکی به نام او نام‌گذاری شده است:
- نشانه هوور (فلج پا)
- نشانه هوور (تنفس)